# Bodb Derg
En la mitologia irlandesa, Bodb Derg (irlandès antic) o Bodhbh Dearg (irlandès mitjà i irlandès modern) va ser el fill d'Eochaid Garb o Dagda, i successor de Dagda com a rei dels Tuatha Dé Danann.

## Nom
El nom Bodb podria ser un cognat de "bádhbh" ja que té una pronunciació semblant; Bodb Derg significaria llavors "Corb Roig". Donada la fluïdesa de la pràctica d'escribes irlandesos antics, el nom del personatge mitològic femení Badb també s'escrivia ocasionalment Bodb.

## Mitologia
Aengus demana l'ajuda del seu germà Bodb per trobar la dona dels seus somnis a "Aislinge Óenguso" (el Somni d'Aengus). En el seu moment, Bodb és el rei dels síde de Munster. Bodb identifica amb èxit la dona com a Caer Ibormeith.
Després de la derrota dels Tuatha Dé Danann a la batalla de Tailtiu, Bodb és elegit rei dels Tuatha Dé Danann als "Fills de Lir", de la mateixa manera que els Tuatha Dé passen a la clandestinitat per habitar la síde. La principal justificació donada per a l'elecció de Bodb és que és el fill gran de Dagda. Posteriorment va ser pare de moltes divinitats. L'elecció de Bodb és reconeguda per tots els seus rivals, excepte Lir, que li nega l'homenatge. Bodb, però, aconsella als seus seguidors que s'abstinguin de castigar a Lir; més tard, Bodb oferirà successivament dues de les seves pròpies filles en matrimoni a Lir per aplacar-lo. Ambdós matrimonis, però, acaben infeliçment.
En variants de la història, Manannan és nomenat el gran rei dels Tuatha Dé juntament amb Bodb Derg quan els Tuatha Dé Danann descendeixen al síde; Manannan és anomenat "cap dels reis" i propietari de tots els síde i divideix els túmuls síde entre els Tuatha Dé.
Com a rei del síde Munster amb Lén com a ferrer, Bodb Sída ar Femen ('del túmul a Femen') té un paper en un important conte prefatori de Táin Bó Cuailnge, perquè és el seu porquer qui es baralla amb el del rei de la síde Connacht; els porcs són més tard engolits i renaixen com els toros màgics Donn Cuailnge i Finnbennach, dels quals el primer va ser l'objecte de la gran incursió al bestiar.
En un conte fenià, Bodb porta els Tuatha Dé Danann en ajuda dels Fianna a la batalla de Ventry.